# Saw (filmserie)
Saw er en række film lavet af James Wan og Leigh Whannell, der hver især blev vist første gang hvert år fredagen før halloween siden 2004. Ud over de nu syv udgivne film er flere film planlagt. Der findes ligeledes en kortfilm fra 2003, en tegneserie og et videospil, der er sat til at blive udgivet i 2009.

## Media

### Film
| Titel   | Først vist       | Først vist       | Først vist |
| Titel   | USA              | DK               |            |
| ------- | ---------------- | ---------------- | ---------- |
| Saw     | 29. oktober 2004 | 4. marts 2005    |            |
| Saw II  | 28. oktober 2005 | 20. januar 2006  |            |
| Saw III | 27. oktober 2006 | 19. januar 2007  |            |
| Saw IV  | 26. oktober 2007 | 2. november 2007 |            |
| Saw V   |                  |                  |            |
| Saw VI  |                  |                  |            |
| Saw 3D  | 21. oktober 2010 | 4. november 2010 |            |
| Jigsaw  | 27. oktober 2017 | 2. november 2017 |            |
| Spiral  |                  |                  |            |

## Crew

### Produktion
| Film           | Instruktør           | Forfatter(e)                                                                                              | Produktion                          | Filmfotograf       | Editor         | Komponist       | Produktion designer |
| -------------- | -------------------- | --- | ----------------------------------- | ------------------ | -------------- | --------------- | ------------------- |
| Saw (2004)     | James Wan            | Historie af James Wan & Leigh Whannell Manuskript af Leigh Whannell                                       | Mark Burg Oren Koules Gregg Hoffman | David A. Armstrong | Kevin Greutert | Charlie Clouser | Julie Berghoff      |
| Saw II (2005)  | Darren Lynn Bousman  | Leigh Whannell & Darren Lynn Bousman                                                                      | Mark Burg Oren Koules Gregg Hoffman | David A. Armstrong | Kevin Greutert | Charlie Clouser | David Hackl         |
| Saw III (2006) | Darren Lynn Bousman  | Historie af James Wan & Leigh Whannell Manuskript af Leigh Whannell                                       | Mark Burg Oren Koules Gregg Hoffman | David A. Armstrong | Kevin Greutert | Charlie Clouser | David Hackl         |
| Saw IV (2007)  | Darren Lynn Bousman  | Historie af Thomas Fenton & Patrick Melton & Marcus Dunstan Manuskript af Patrick Melton & Marcus Dunstan | Mark Burg Oren Koules Gregg Hoffman | David A. Armstrong | Kevin Greutert | Charlie Clouser | David Hackl         |
| Saw V (2008)   | David Hackl          | Patrick Melton & Marcus Dunstan                                                                           | Mark Burg Oren Koules Gregg Hoffman | David A. Armstrong | Kevin Greutert | Charlie Clouser | Anthony A. Ianni    |
| Saw VI (2009)  | Kevin Greutert       | Patrick Melton & Marcus Dunstan                                                                           | Mark Burg Oren Koules Gregg Hoffman | David A. Armstrong | Andrew Coutts  | Charlie Clouser | Anthony A. Ianni    |
| Saw 3D (2010)  | Kevin Greutert       | Patrick Melton & Marcus Dunstan                                                                           | Mark Burg Oren Koules Gregg Hoffman | Brian Gedge        | Andrew Coutts  | Charlie Clouser | Anthony A. Ianni    |
| Jigsaw (2017)  | The Spierig Brothers | Josh Stolberg & Pete Goldfinger                                                                           | Mark Burg Oren Koules Gregg Hoffman | Ben Nott           | Kevin Greutert | Charlie Clouser | Anthony Cowley      |

### Karakterer
| John Kramer     | Tobin Bell     | Tobin Bell      | Tobin Bell      | Tobin Bell      | Tobin Bell      | Tobin Bell      | Tobin Bell      | Tobin Bell |  |  |  |
| Amanda Young    | Shawnee Smith  | Shawnee Smith   | Shawnee Smith   | Shawnee Smith   | Shawnee Smith   | Shawnee Smith   | Shawnee Smith   |            |  |  |  |
| Mark Hoffman    |                |                 | Costas Mandylor | Costas Mandylor | Costas Mandylor | Costas Mandylor | Costas Mandylor |            |  |  |  |
| Jill Tuck       |                |                 | Betsy Russell   | Betsy Russell   | Betsy Russell   | Betsy Russell   | Betsy Russell   |            |  |  |  |
| Allison Kerry   | Dina Meyer     | Dina Meyer      | Dina Meyer      | Dina Meyer      | Dina Meyer      |                 |                 |            |  |  |  |
| Eric Matthews   |                | Donnie Wahlberg | Donnie Wahlberg | Donnie Wahlberg | Donnie Wahlberg |                 |                 |            |  |  |  |
| Daniel Rigg     |                | Lyriq Bent      | Lyriq Bent      | Lyriq Bent      | Lyriq Bent      |                 |                 |            |  |  |  |
| Jeff Denlon     |                |                 | Angus Macfadyen | Angus Macfadyen | Angus Macfadyen | Angus Macfadyen |                 |            |  |  |  |
| Lynn Denlon     |                |                 | Bahar Soomekh   | Bahar Soomekh   | Bahar Soomekh   | Bahar Soomekh   |                 |            |  |  |  |
| Peter Strahm    |                |                 |                 | Scott Patterson | Scott Patterson | Scott Patterson |                 |            |  |  |  |
| Lindsey Perez   |                |                 |                 | Athena Karkanis | Athena Karkanis | Athena Karkanis |                 |            |  |  |  |
| Dan Erickson    |                |                 |                 |                 | Mark Rolston    | Mark Rolston    |                 |            |  |  |  |
| Adam Stanheight | Leigh Whannell |                 | Leigh Whannell  |                 |                 |                 | Leigh Whannell  |            |  |  |  |
| Lawrence Gordon | Cary Elwes     |                 |                 |                 |                 |                 | Cary Elwes      |            |  |  |  |